# 希科湖
希科湖（英語： /ˈʃiːkoʊ/ SHE-ko）是毗邻密西西比河的湖泊。坐落于阿肯色州希科縣萊克村以东。為全球最大的河迹湖，也是阿肯色州最大的天然湖泊。